# مضايق دادس
مضايق دادس هي سلسلة من الأودية الوعرة التي نحتها نهر دادس في المغرب. ينبع النهر في جبال الأطلس الكبير، ويتدفق لحوالي 350 كيلومتر (220 ميل) باتجاه الجنوب الغربي قبل الانضمام إلى وادي درعة على حافة الصحراء الكبرى. يتراوح إرتفاع حواف الوديان المتعددة الألوان على طول المضايق من 200 إلى 500 متر (650 إلى 1600 قدم).

## التكوين
كانت المنطقة التي تشكل الآن مضايق دادس تقع في قاع البحر منذ ملايين السنين. ترسبت كميات كبيرة من الرواسب حول الشعاب المرجانية العملاقة، ومع مرور الوقت أصبحت هذه المواد مضغوطة في مجموعة متنوعة من الصخور الرسوبية مثل الحجر الرملي والحجر الجيري. في نهاية المطاف، تسببت حركة القشرة الأرضية في ارتفاع المنطقة فوق سطح البحر، لتشكيل جبال الأطلس والمناظر الطبيعية المحيطة بها.
أسس نهر دادس مساره في وقت مبكر جدًا من هذا الاضطراب، وبدأت المياه المتدفقة في تآكل الصخور الرسوبية المسامية في الجبال. بالنسبة لغالبية العام، يتمتع دادس بتدفق ضعيف نسبيًا، وذلك بسبب المناخ الجاف للمنطقة. ومع ذلك، خلال موسم العواصف، يمكن إيلاج كميات هائلة من المياه إلى النهر في وقت واحد، مما يخلق السيول الهائجة ذات قوة تآكل هائلة. تحمل هذه السيول كميات كبيرة من الحطام من المصدر وصولاً إلى نهاية مصدر النهر، وكل قطعة تتخلص من الصخور الأكثر ليونة في جدران الخانق (المضيق)، مما يؤدي إلى توسيع وتعميق الخانق تدريجياً مع كل موسم فيضان.

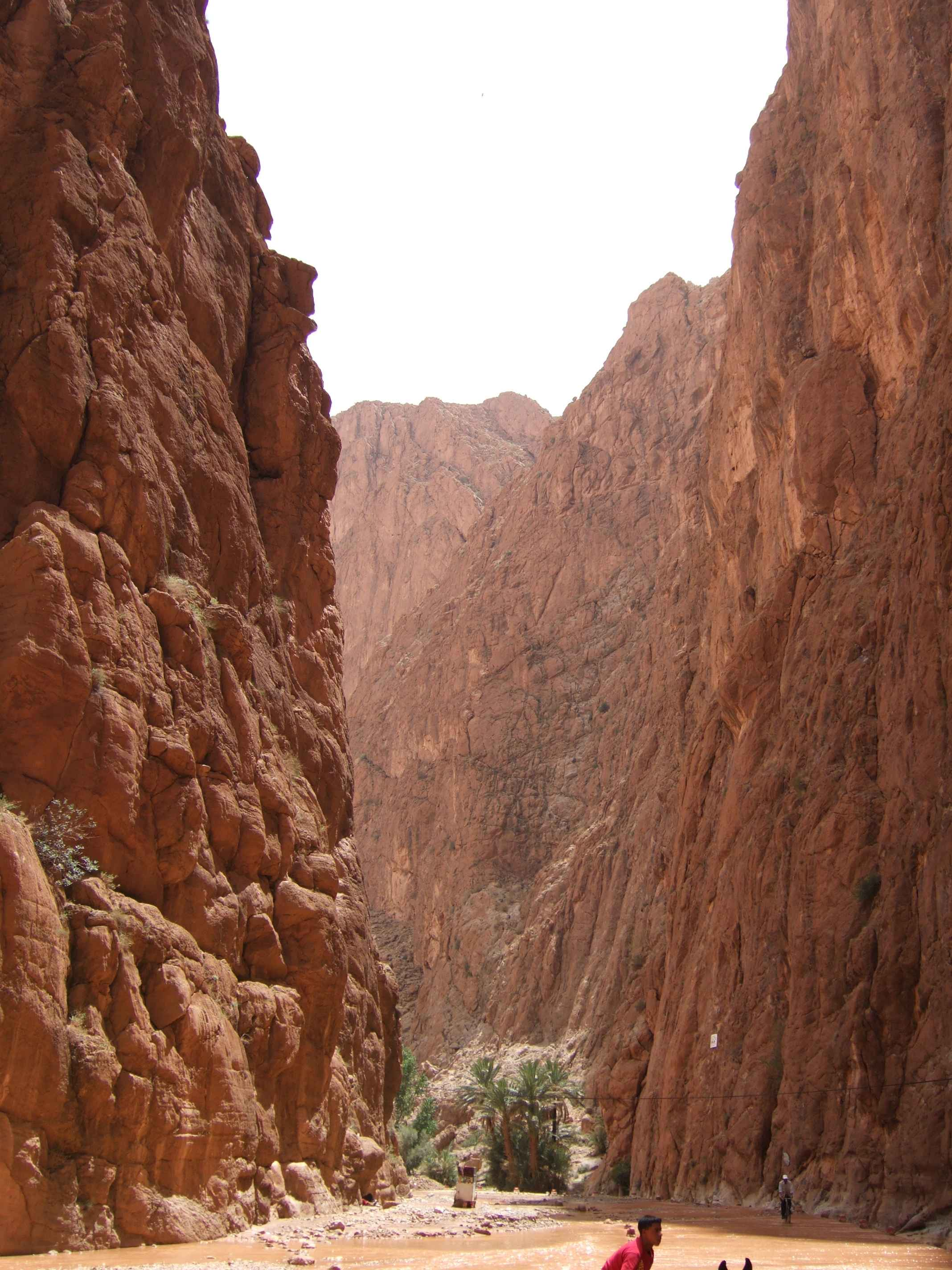
مضيق تودغا بسلسلة مضايق دادس

## الموقع

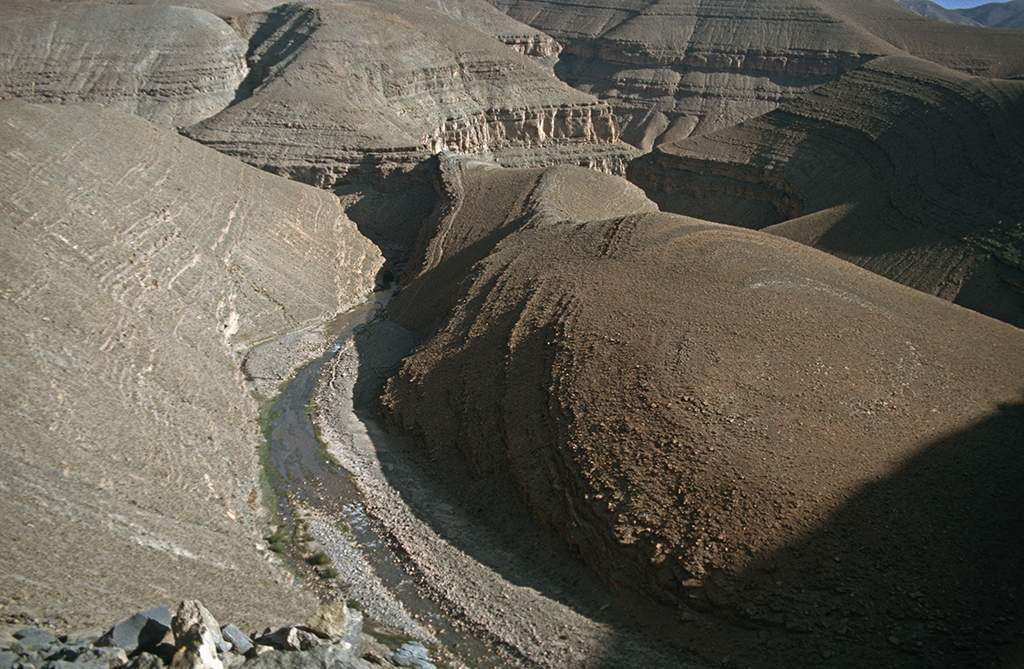
المضيق

يقع وادي دادس ووديانه بين الأطلس الكبير وجبل صغرو، إلى الشرق والجنوب الشرقي من مدينة مراكش. ودادس هو نهر يبلغ طوله حوالي 200 كيلومتر، يقع نصفه في منطقة جبلية. وعلى طول مسار مجراه، تتشكل أربعة سلاسل من الخوانق والممرات، بعمق 200 إلى 500 م.

## المضايق

### السلسة الأولى
في هذه المنطقة يبدأ الوادي في الٳنقسام إلى فرعين، حفر كل منهما مضايقه بعمق 300 متر تقريبًا في بين الأحجار الجيرية التي تحمل اللون المغرة والتي يعود تاريخها إلى العصر الجوراسي الأوسط.

### السلسلة الثانية
يفصلها حوض مسمرير عن السلسلة الأولى، كما تم حفرها كذالك بين الحجر الجيري والذي يعود تاريخه إلى حقبة الدوجر. يبلغ طول الوادي أكثر من 500 متر، وقد فتح ممرًا ضيقًا، وحفر الصخور يعمق 400 متر تقريبًا.

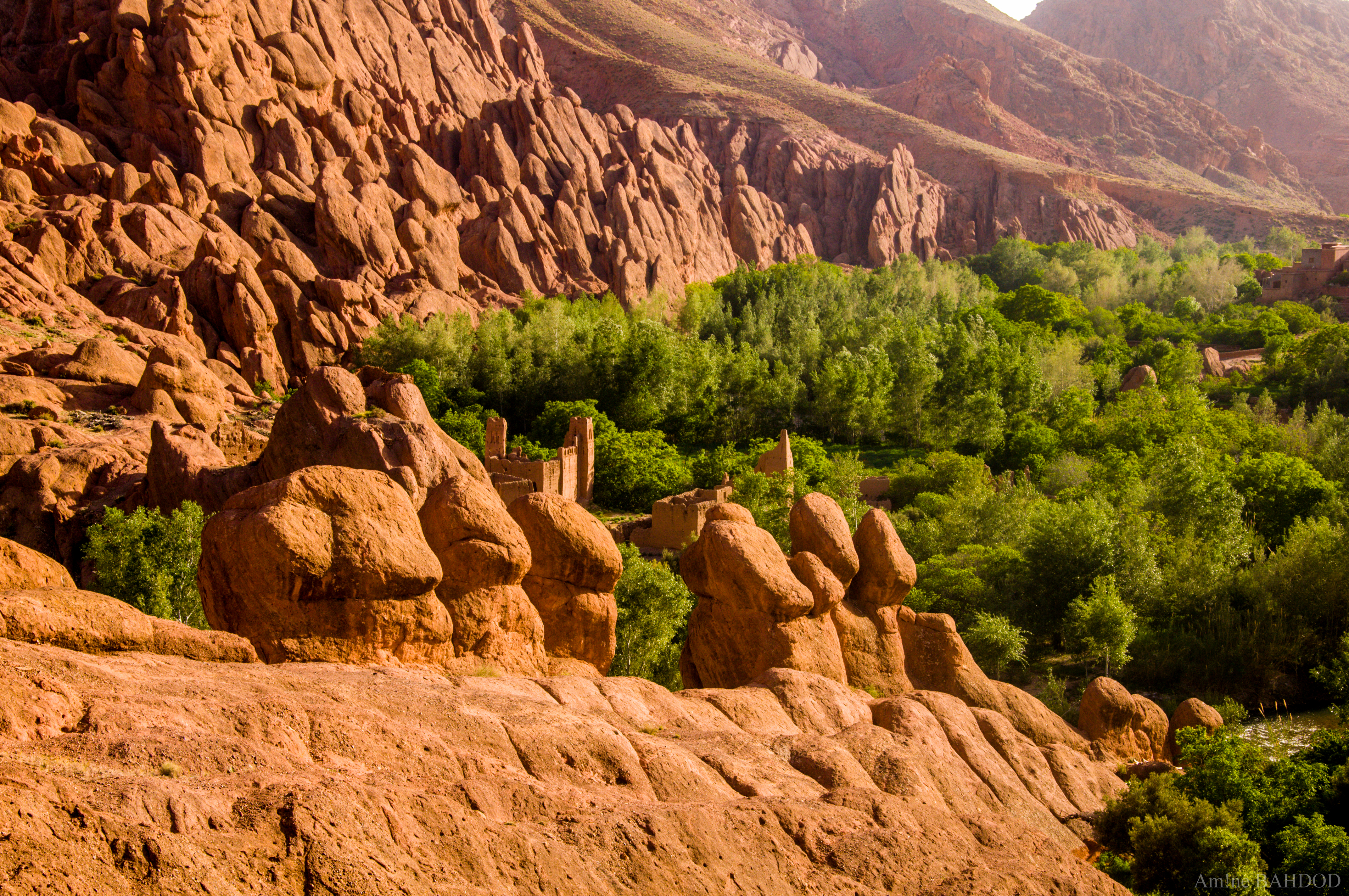
تضاريس مضايق دادس

### السلسلة الثالثة
يتم فصلها عن الأحواض السابقة بحوض ضيق محاط بين الجروف، ويتم تجويفه على طول عدة كيلومترات من مجرى الوادي بين الحجر الجيري الذي يحمل لون مغرة أو في بعض الأحيان لون مرجاني محمر. ويعود تاريخ هذه الأحجار الجيرية، الأقدم من سابقتها، إلى العصر الجوراسي المبكر. تفسر طبيعتها الضخمة والمقاومة ضيق الممر الذي حفره الوادي، والذي تم يتقلص عرضه في بعض الأماكن إلى بضعة أمتار فقط.

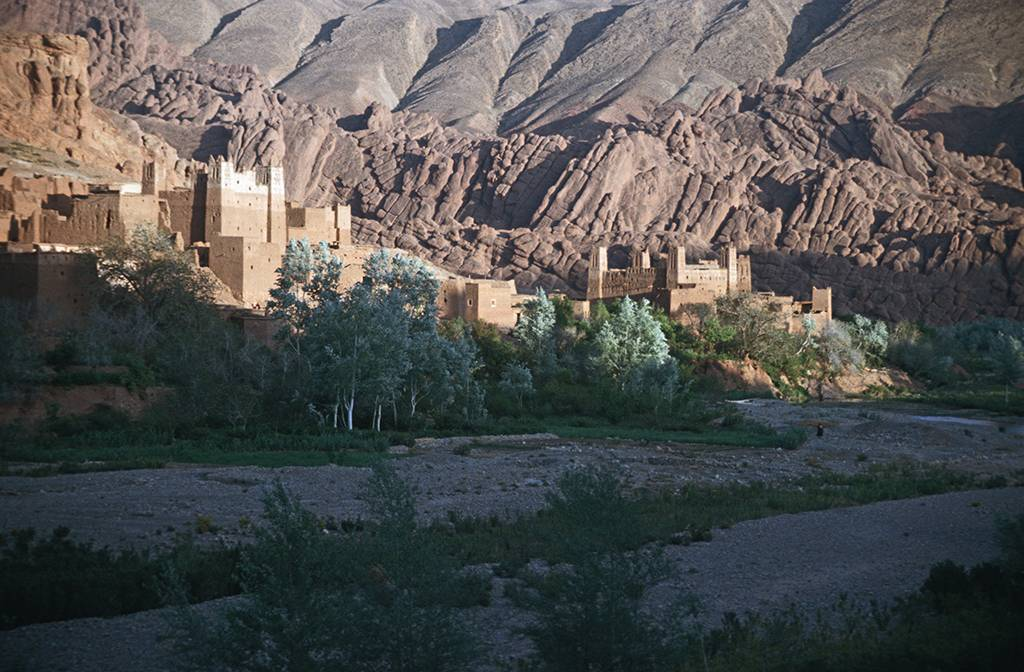
واحة بجوار مضيق من مضايق دادس

### السلسة الرابعة
تختلف هذه السلسة الواقعة شمال واحة بومالن، لأنها محفورة في صخور أكثر تنوعًا تعود إلى العصر الطباشيري والإيوسيني. فهي أودية كلاسيكية ذات جروف مدببة ومحفورة في الحجر الجيري ذات اللون المغرة تتناوب مع مضايق أخرى في الحجر الرملي الأحمر، وتظهر في أماكن أخرى على أشكال متعددة من الأخاديد المتشكلة في الطين جيري.

## النباتات والحيوانات
تشتهر الوديان الجنوبية بالإنتاج الواسع للورود المستخدمة في إنتاج ماء الورد. هناك أيضا بساتين من أشجار النخيل واللوز.

## السياحة
تعد مضايق دادس واحدة من أجمل وأروع المناطق في جنوب المغرب. وتقع بين مدينتي بومالن دادس ومسمرير في جهة درعة تفيلالت، وقد اشتقت ٳسمها من دادس، أحد روافد نهر درعة الذي يتدفق على طول المناظر الطبيعية القاحلة والصحراوية المنتشرة في المنطقة. بالٳضافة للواحات وبساتين التين والتمر وأشجار اللوز. ومن أكثر المناطق زيارة بمضايق دادس هي مضيق تودغا في الأطلس الكبير على بعد 15 كم من مدينة تنغير، والتي يرتادها المتسلقون بكثرة لجروفها الجيرية التي يمكن أن تصل إلى 300 متر. وتوفر هذه الوديان العديد من الإمكانيات للسياح للقيام بالأنشطة بما في ذلك المشي لمسافات طويلة على طول النهر والتسلق وزيارة الواحات.

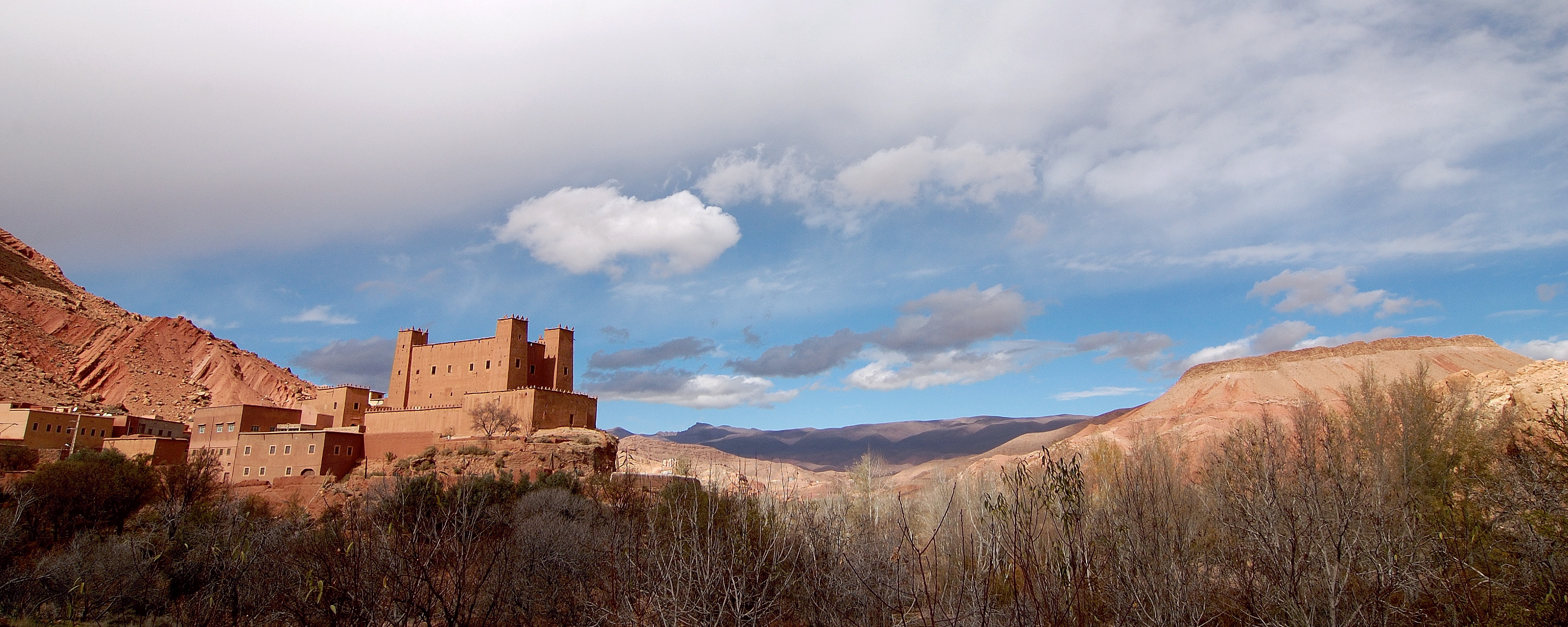
واحة دادس

## معرض الصور

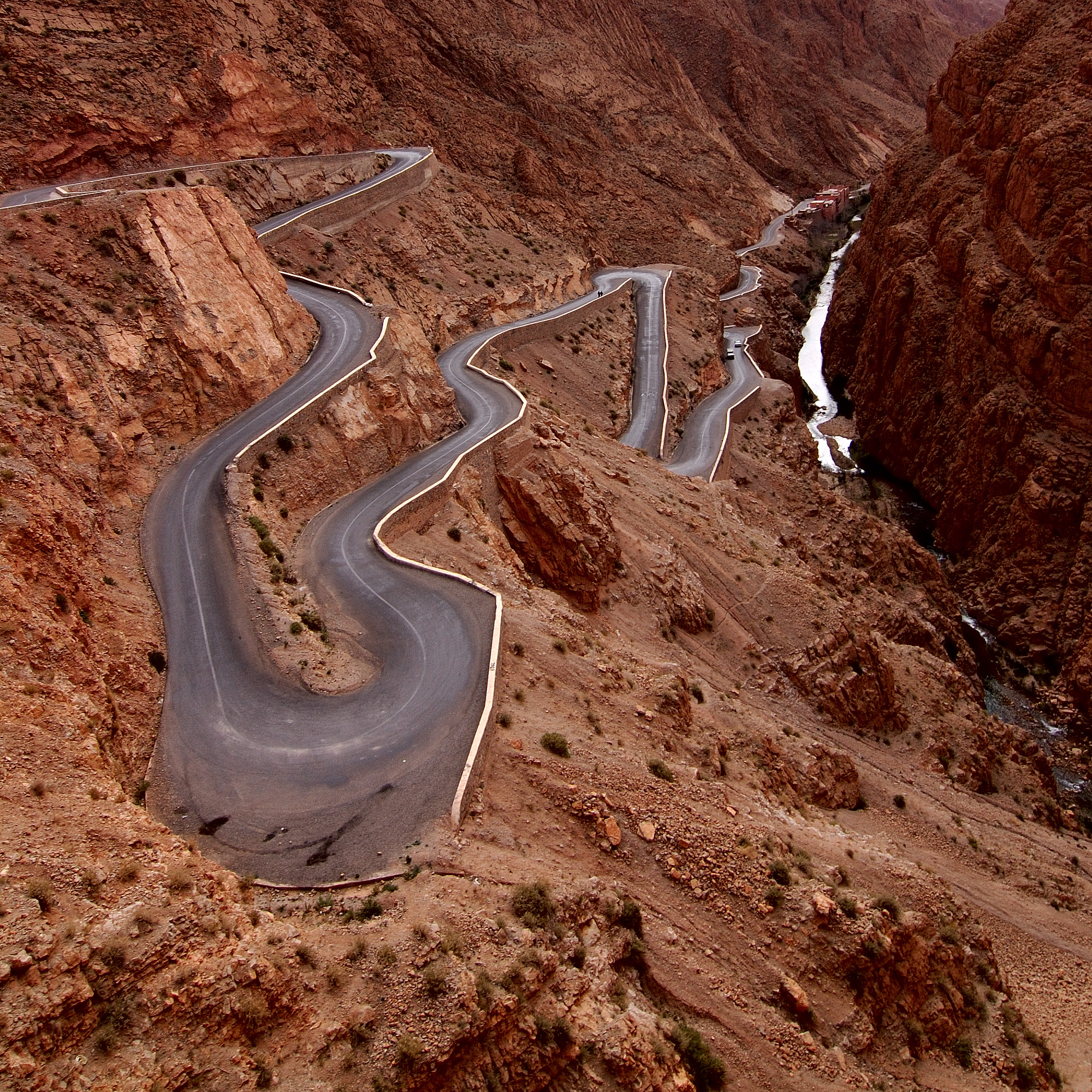
ممر جبلي في وادي دادس
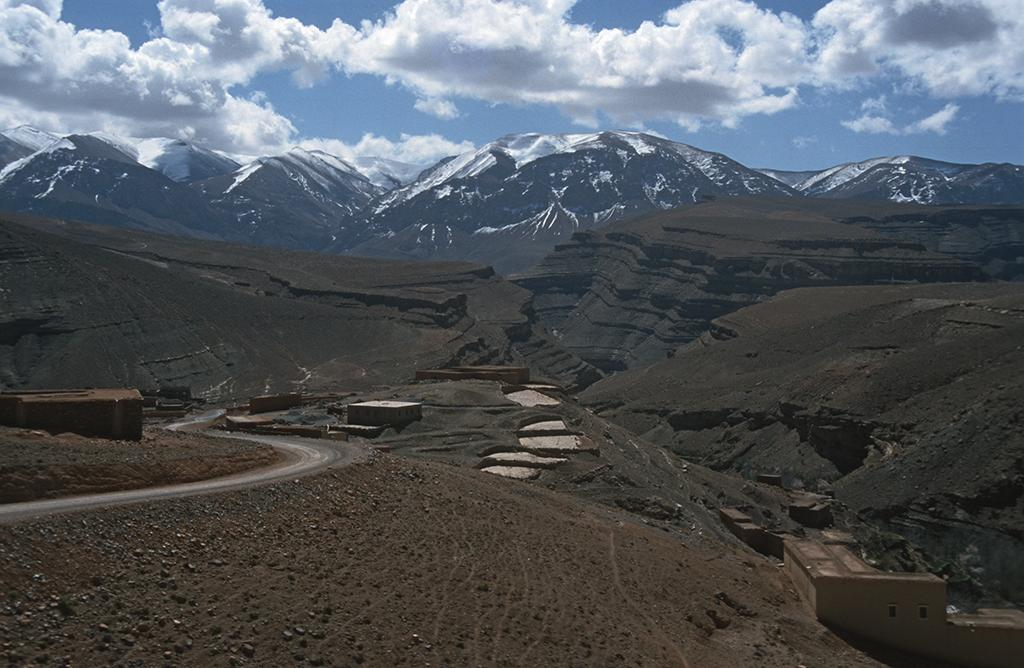
وادي دادس وجبال الأطلس
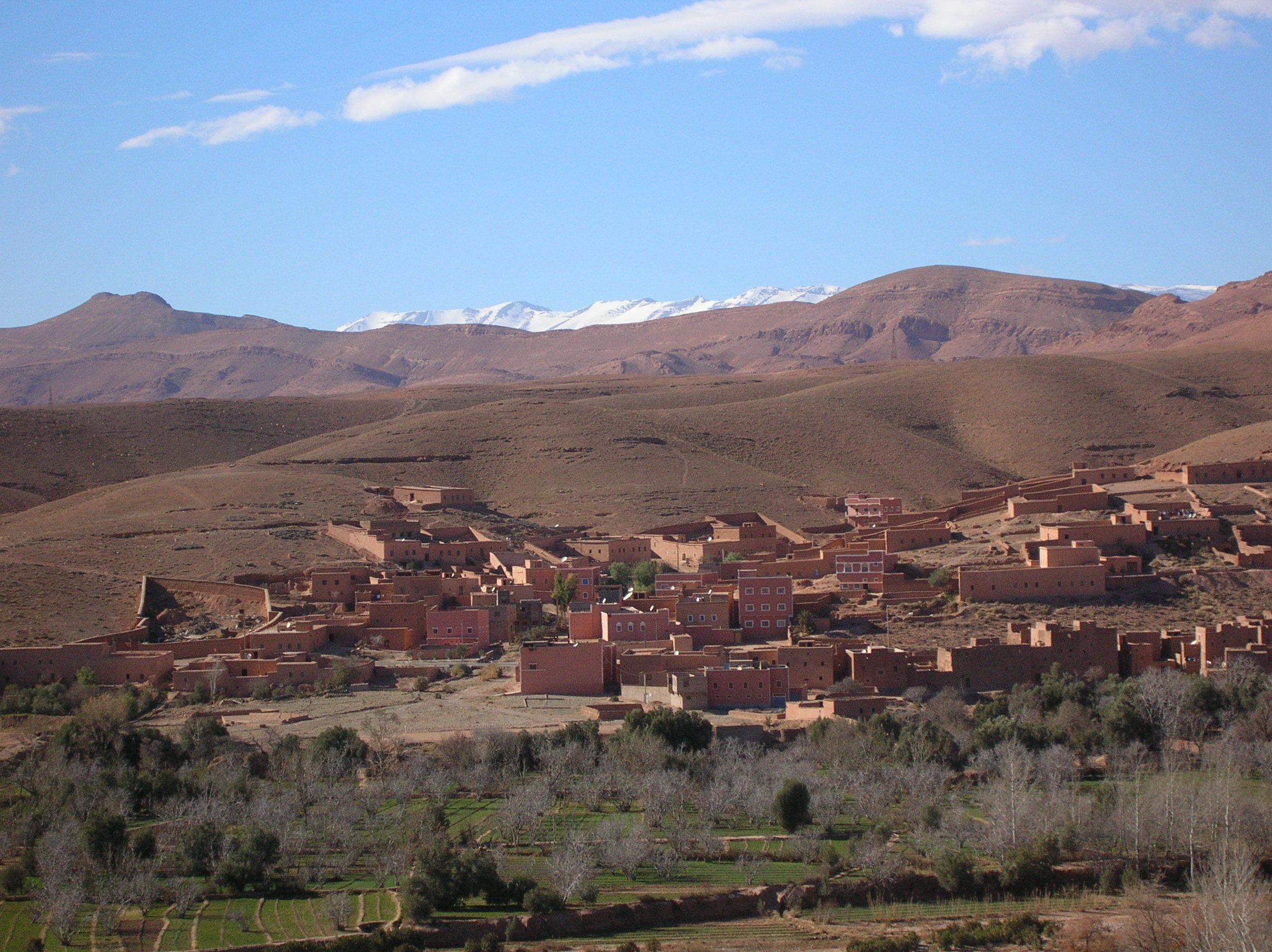
قرية في وادي دادس
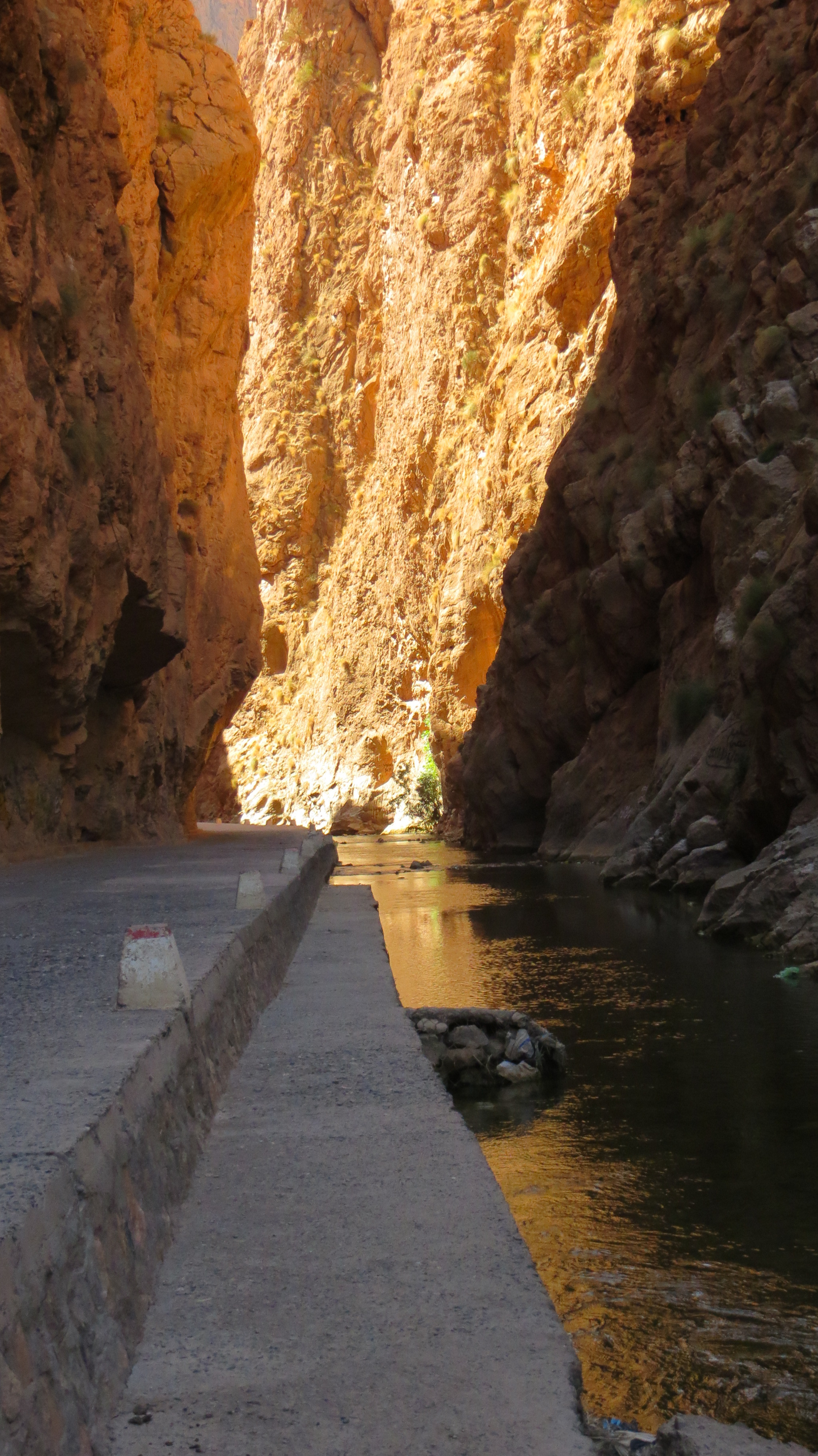
وادي يمر من أحد مضايق دادس
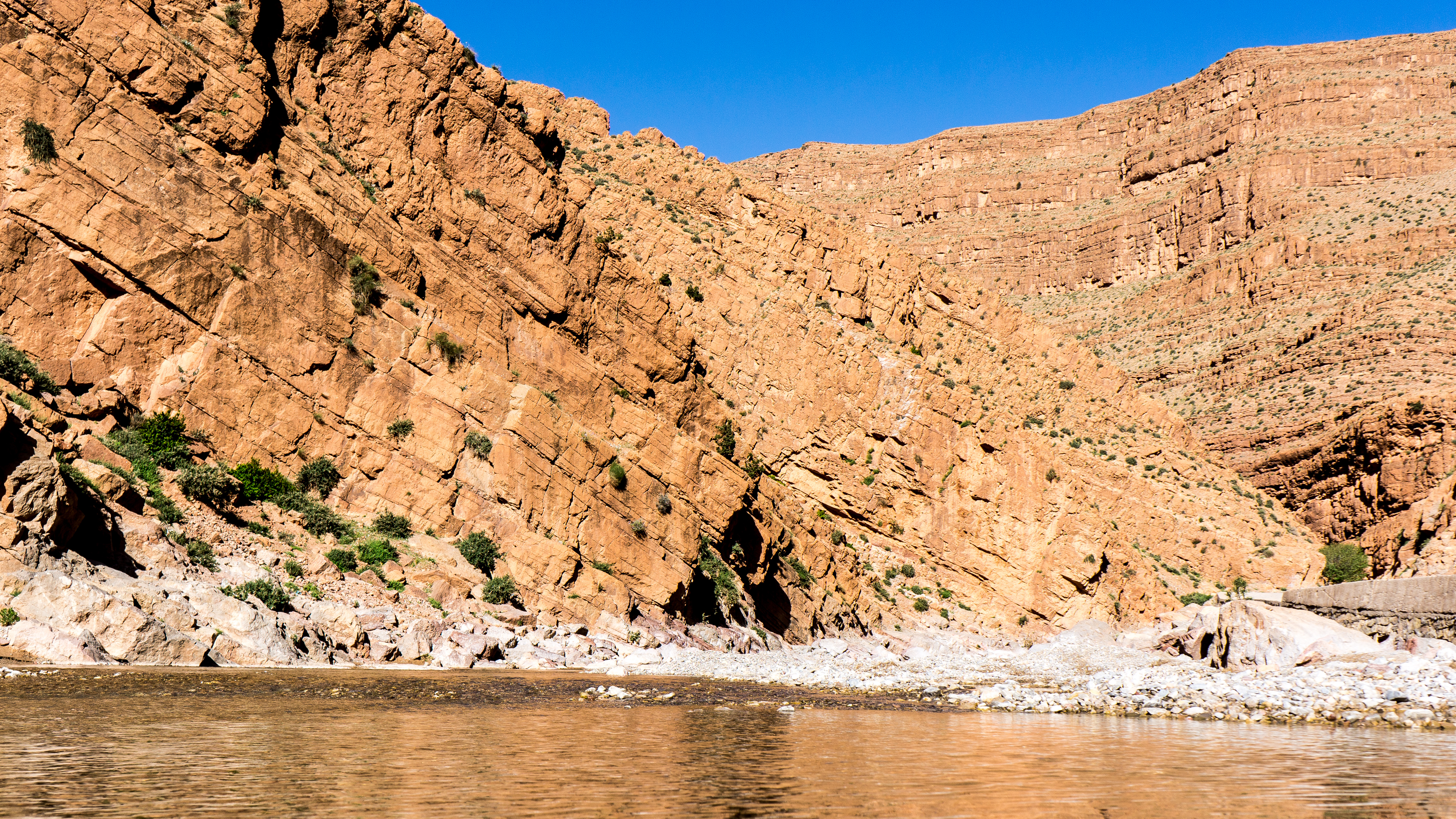
تكون الصخور في مضايق دادس
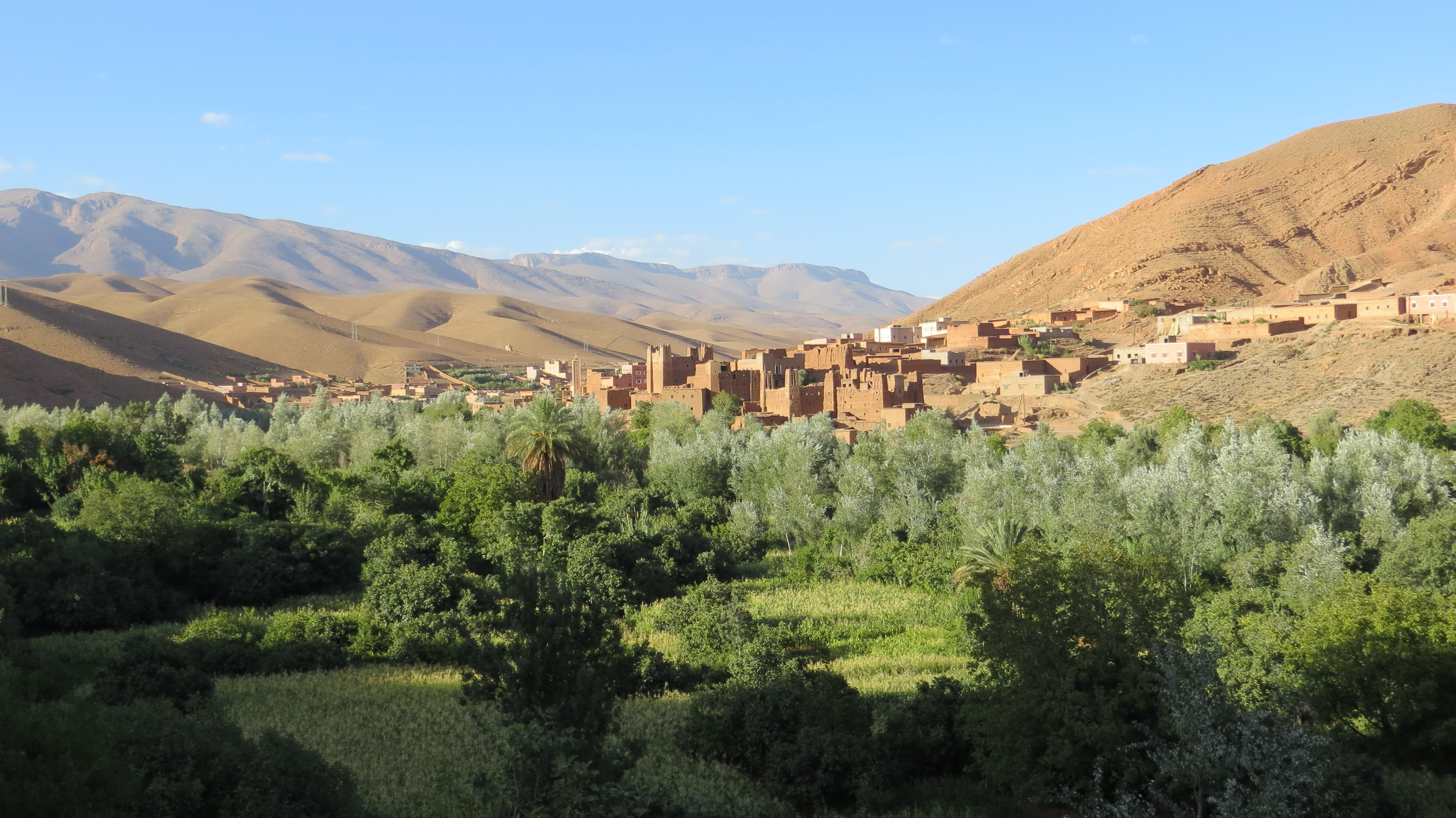
قرية صغيرة بجانب مضايق دادس